# Нижний Торей
Ни́жний Торе́й (бур. Доодо Тори) — село в Джидинском районе Бурятии. Административный центр сельского поселения «Нижнеторейское».

## География
Расположено в Торейской долине у подножия южных отрогов Малого Хамар-Дабана, на левом берегу реки Джиды (в 4 км к западу от места впадения в неё реки Торей), в 40 км от районного центра — села Петропавловка.
Через село проходит региональная автотрасса Р440 Гусиноозёрск — Закаменск.

## История
Село основано казаками в 1789 году. Однако первые казачьи посты в этой местности появились ещё в 1728 году.
4 января 1871 года сгорела Богоявленская церковь.
1 февраля 1885 года открылась церковно-приходская школа. Школа открылась на средства купцов Хрисанфа Ломухина и Смолева. В первый год в школе учились 26 мальчиков и 4 девочки. Учителем работал выпускник троицкосавского уездного училища мещанский сын Пётр Голубцов, законоучителем был священник Порфирий Малков.
В годы гражданской войны здесь шли бои между Красной Армией и белогвардейцами.
В 1945—1960 годах Нижний Торей был центром Торейского аймака.

## Название
Название села происходит от реки Торей, левого притока Джиды (от бурятского слова "тоорибо", в переводе означающего "ходить по-кругу").

## Население
| 1959 | 2002  | 2010  |
| ---- | ----- | ----- |
| 2197 | ↘1572 | ↘1251 |

## Экономика
В настоящее время жители села занимаются животноводством и огородничеством на личных подворьях. В советское время в селе работали конный завод, молокозавод и птицефабрика. В 1990-х годах предприятия закрылись.

## Инфраструктура
В Нижнем Торее имеются бюджетные организации - сельская администрация, средняя школа, детский сад и дом культуры.

## Известные люди
- И. А. Игошев — доктор педагогических наук, заслуженный учитель школы РФ.
- Н.Н.Климов---профессор, доктор физико-математических наук[7].
- Ю.Л. Ломухин--профессор, доктор физико-математических наук, заслуженный деятель науки Бурятии.

## Достопримечательности
- В 50 км к северу от села за водоразделом хребта Малый Хамар-Дабан находится озеро Таглей. Площадь — 13 кв. км. Глубина — до 5 м. Лечебные грязи водоёма помогают в лечении кожных заболеваний. Рядом с озером из-под горы бьют ключи. Недалеко находится обоо[8].